# المعصرة (مسلسل)
المعصرة- مسلسل دراما أردني، تم عرضه عام 1988م، من تأليف ناجح محمود، وحسن سبايلة، ومن إخراج عروة زريقات، ومن إنتاج شركة عماركو للإنتاج والتوزيع.

## قصة المسلسل وأحداثه
تدور أحداث المسلسل- والذي تصل حلقاته إلى 12 حلقة- حول عائلة أردنية تمتلك معصرة ومزرعة زيتون، ويسعى الأب (أبو عزام) جاهدًا ليجعل ابنه المدلل (حاتم) يراعي عمله، ولكن يخيب (حاتم) أمل عائلته ويستمر في الاعتماد على والده، ويصر على رغبته في الهجرة والدراسة بالخارج، وتطور الأحداث.

## طاقم عمل المسلسل
يتألف طاقم عمل مسلسل المعصرة من:
- جميل عواد
- جولييت عواد
- هشام هنيدي
- داوود جلاجل
- ربيع شهاب
- شفيقة الطل
- تيسير عطية
- زهير حسن
- نادرة عمران
- فؤاد الشوملي
- محتسب عارف
- ساري الأسعد
- شاكر جابر
- محمد الزواهرة
- هاني الجراح
- عيسى صويص
- عبير عيسى (ضيفة شرف).
- بشير إبراهيم الدباس، مدير التصوير.
- أسامة الجمزاوي، مساعد مصور
- خليل قاموق، مساعد مصور.
- ناجح محمود، مؤلف
- حسن سبايله، مؤلف
- مروان خير، ماكيير
- نجاح الخالدي، مصفف شعر
- محمود محارمة، مشرف الصوت
- فواز الصباغ، ماكساج
- ماجد مسيب، مخرج منفذ
- عروة زريقات، مخرج